# Chiesa della Beata Maria Vergine di Loreto
La chiesa della Beata Maria Vergine di Loreto (o chiesa di Maria Santissima di Loreto) è un luogo di culto cattolico di Rovereto, in provincia di Trento.

## Storia

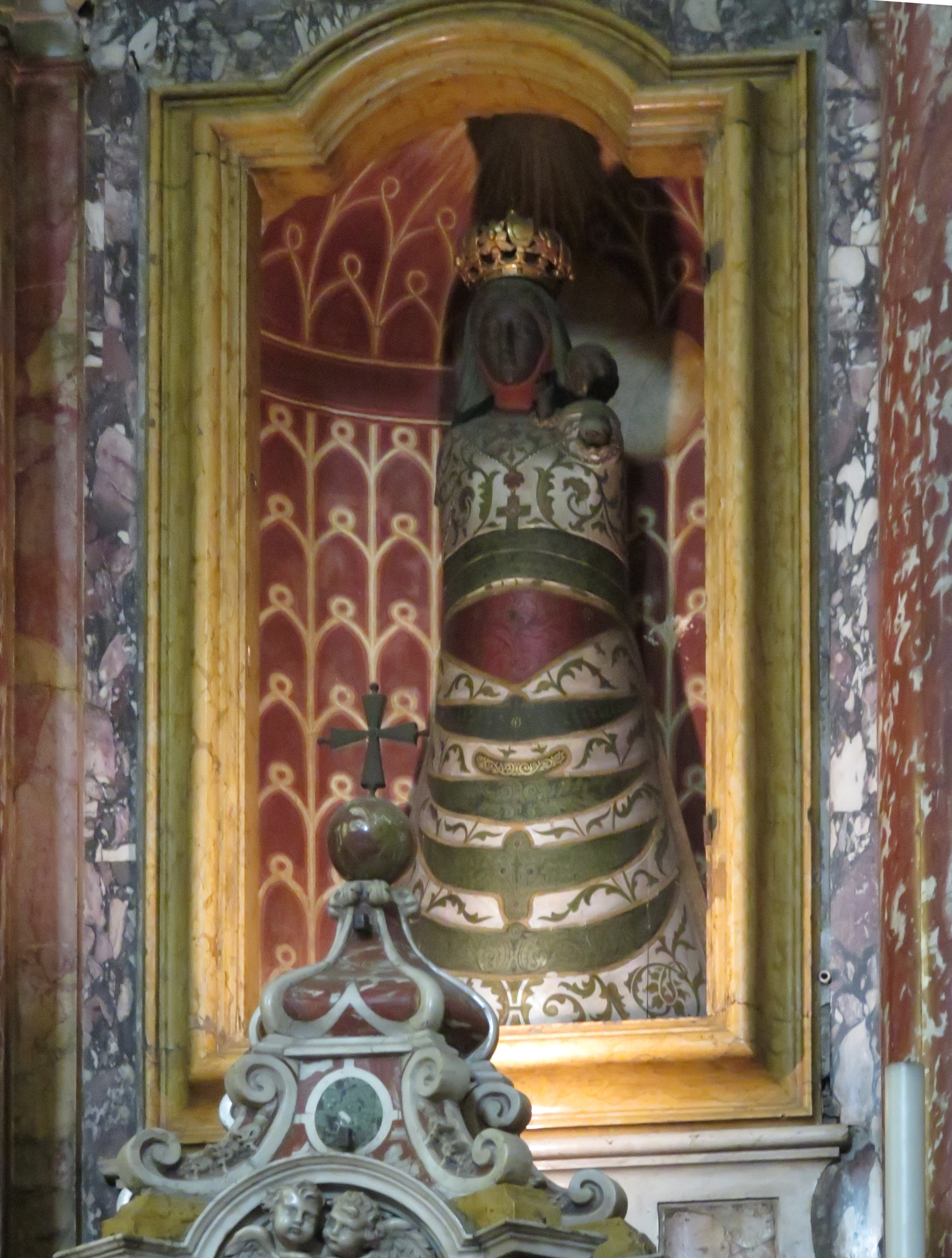
Madonna Nera di Loreto, o Vergine Lauretana.

Tra il 1688 e il 1690 per desiderio della Confraternita dei Santi Rocco e Sebastiano fu costruita sul ciglio della strada che si dipartiva dalla “via imperiale” verso ovest (l'attuale via Mazzini) una piccola chiesa dedicata ai Santi dell'omonima Confraternita. Nel 1713, sempre per iniziativa della stessa Confraternita, si costruì sul lato sinistro dell'edificio un piccolo ospedale per gli ammalati della città.
Nel 1740 la chiesa venne demolita e stessa sorte subirono due case contigue per poter innalzare un nuovo edificio sacro, più arretrato rispetto alla prima costruzione. La nuova chiesa, due volte più estesa della prima, si configurava alla stregua di una piccola abbazia e fu consacrata nel 1769 dal Principe-Vescovo di Trento Cristoforo Sizzo. I “guardiani” della Confraternita, che si riunivano nell'Oratorio sopra la sacrestia, si preoccupavano di gestire il patrimonio della chiesa.

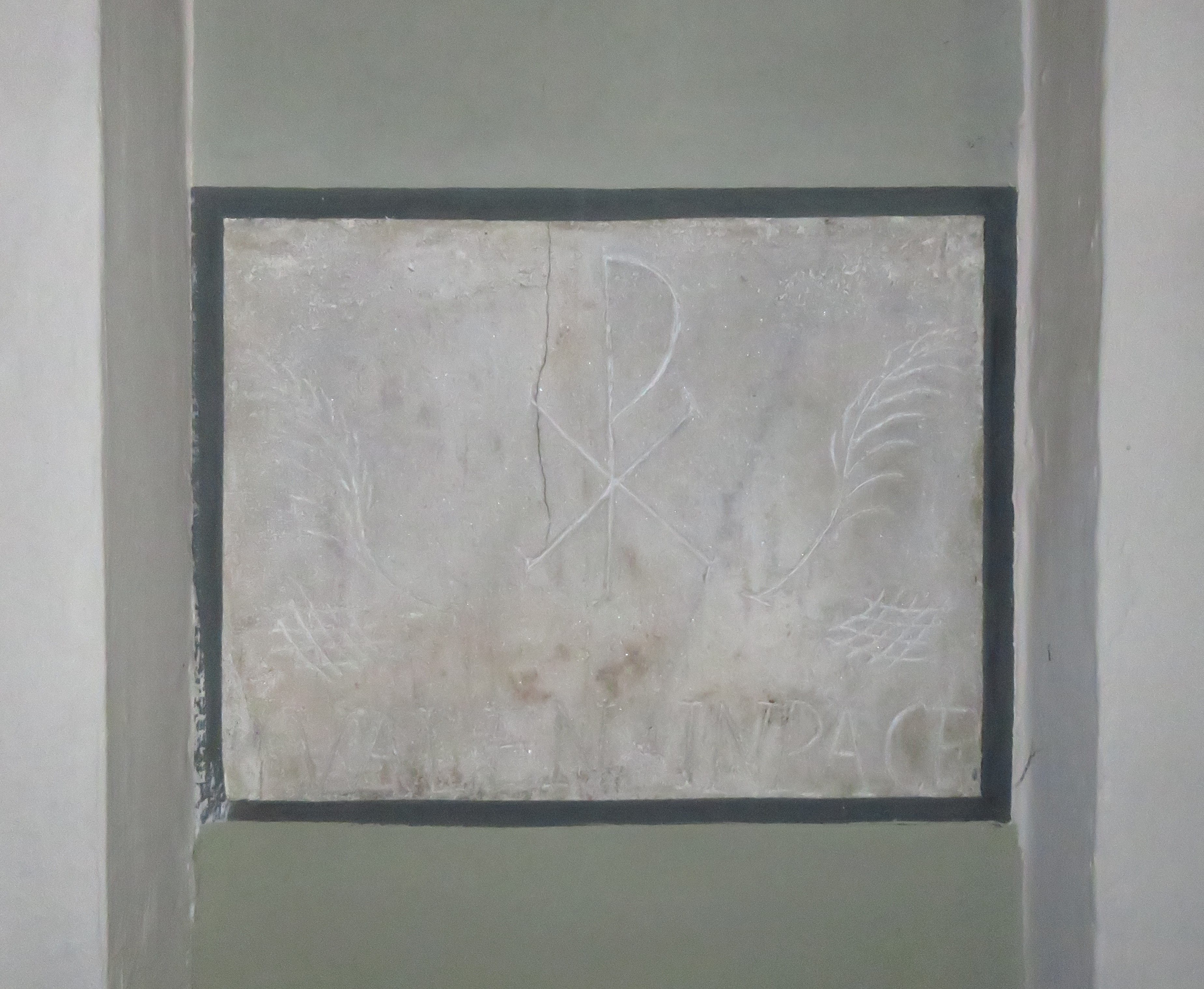
Epigrafe paleocristiana murata a lato dell'altare del Sacro Cuore.

Nel 1780 l'edificio subì un restauro completo, con l'alzamento del vòlto e la costruzione del piccolo campanile.
Nel 1783, per effetto della riforma dell'imperatore d'Austria Giuseppe II, la Confraternita venne sciolta, i beni furono affidati alla Congregazione di Carità e la chiesa dedicata a Maria Lauretana. Durante l'invasione napoleonica l'edificio fu trasformato in ospedale. La presenza di quest'ultimo impedì la secolarizzazione della chiesa che nel 1897 fu affidata alla Fabbriceria di San Marco.
Nel 1920 i Padri Rosminiani rientrarono a Rovereto e ripresero a far funzionare la Chiesa che rimase di proprietà della Chiesa arcipretale di San Marco.
A lato dell'altare del Sacro Cuore si può osservare una lapide paleocristiana proveniente da Roma, murata nella parete della chiesa.

## Descrizione

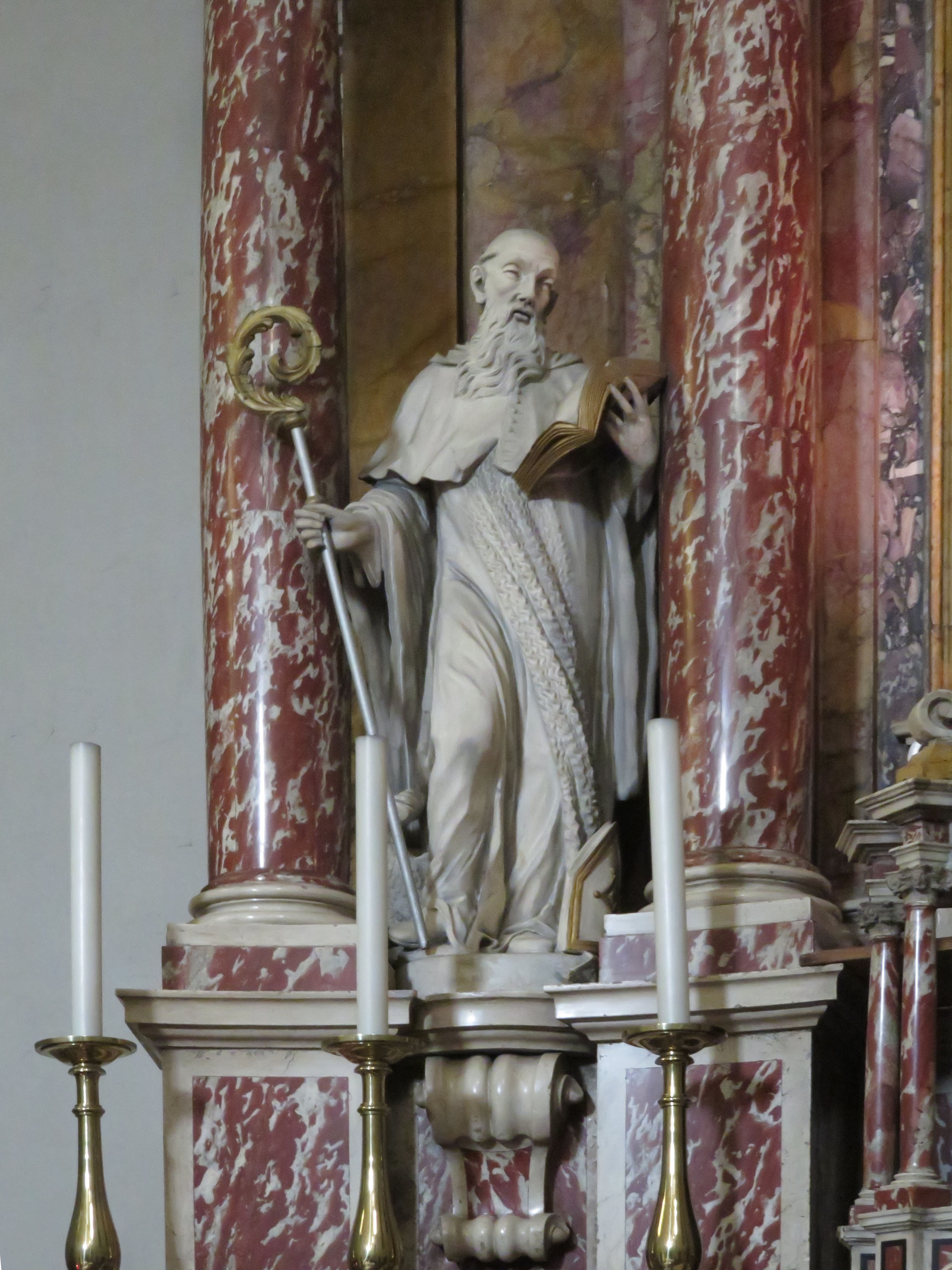
San Benedetto.

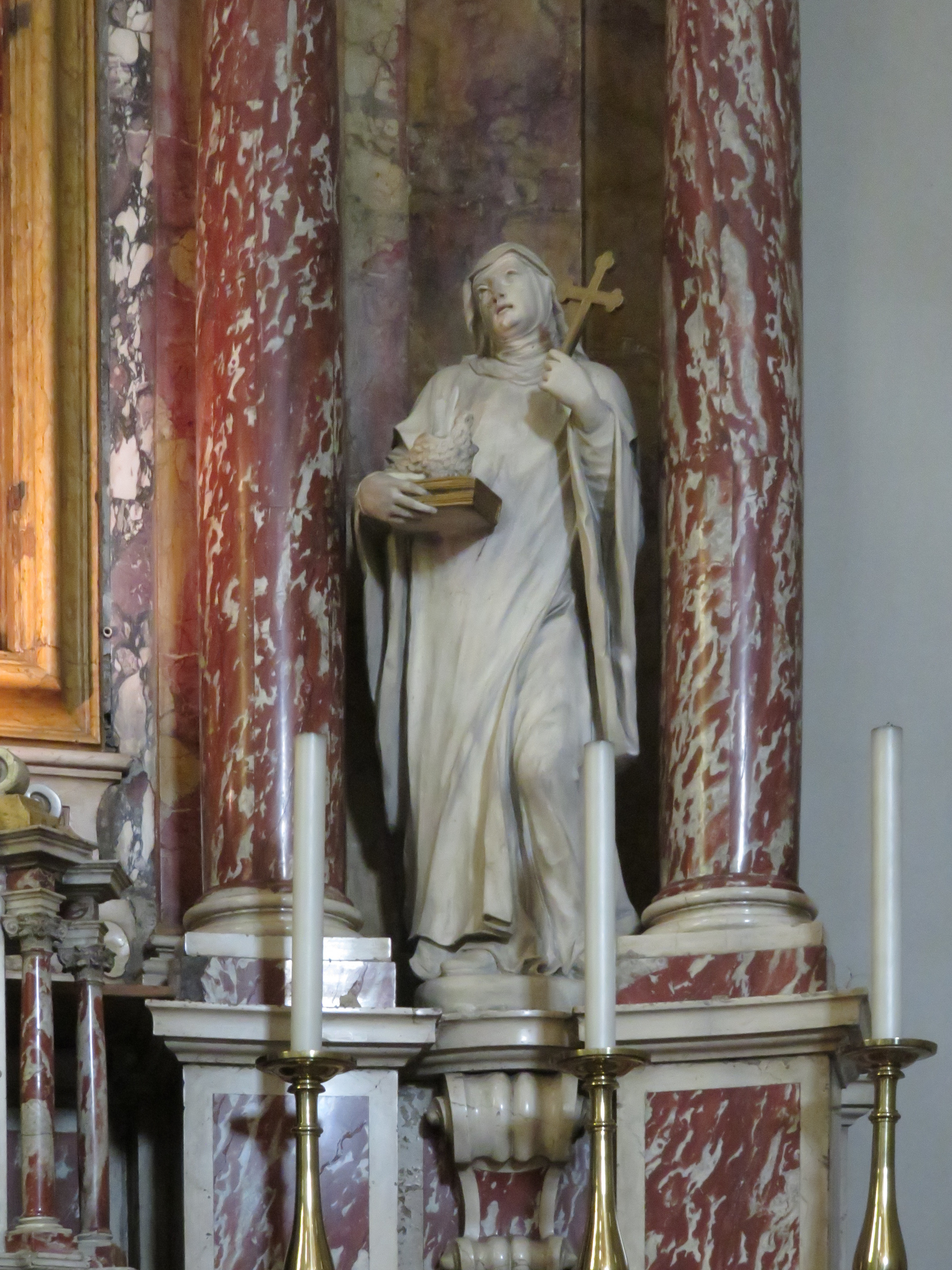
Santa Scolastica.

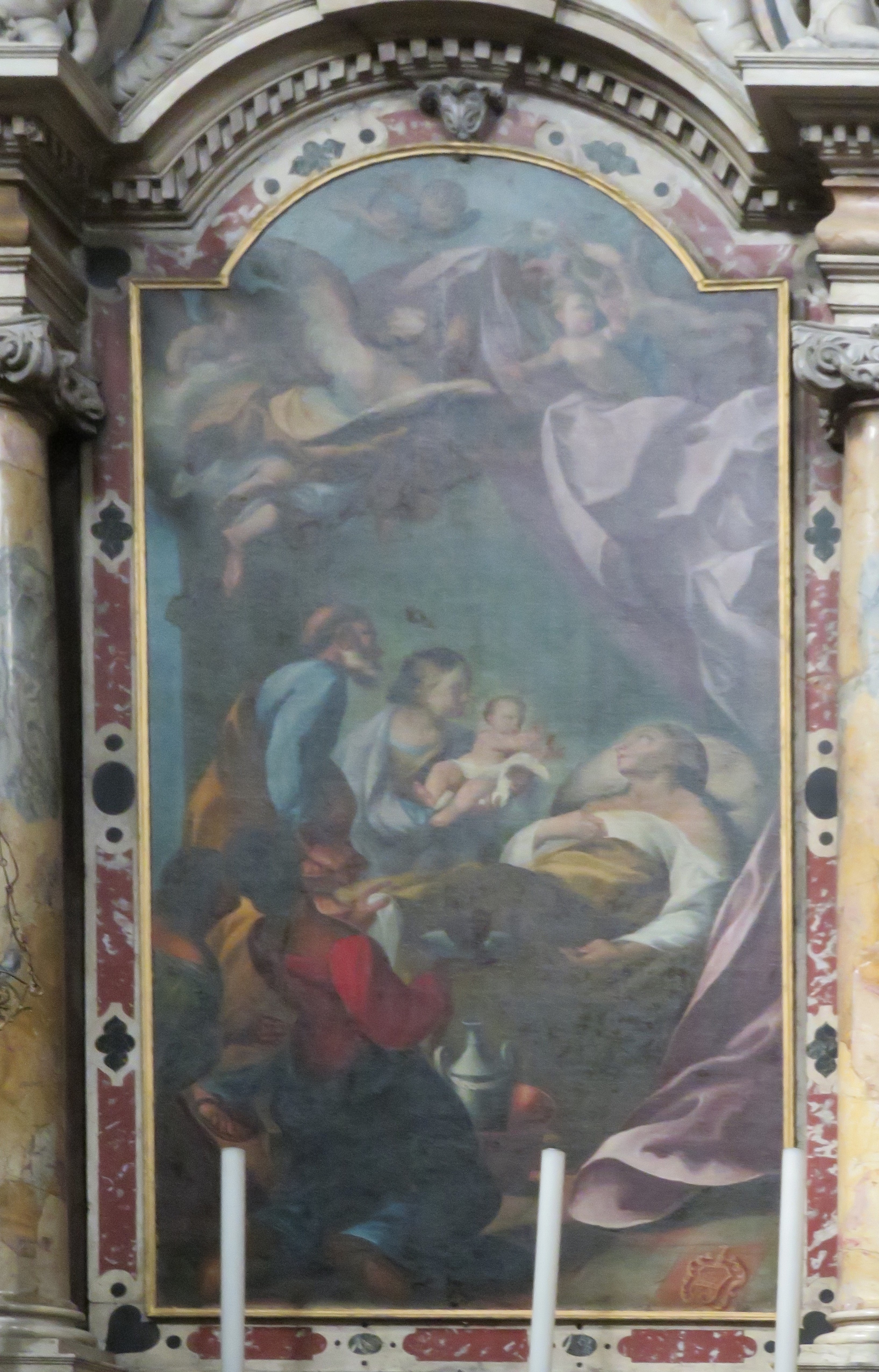
Pala di Santa Anna.

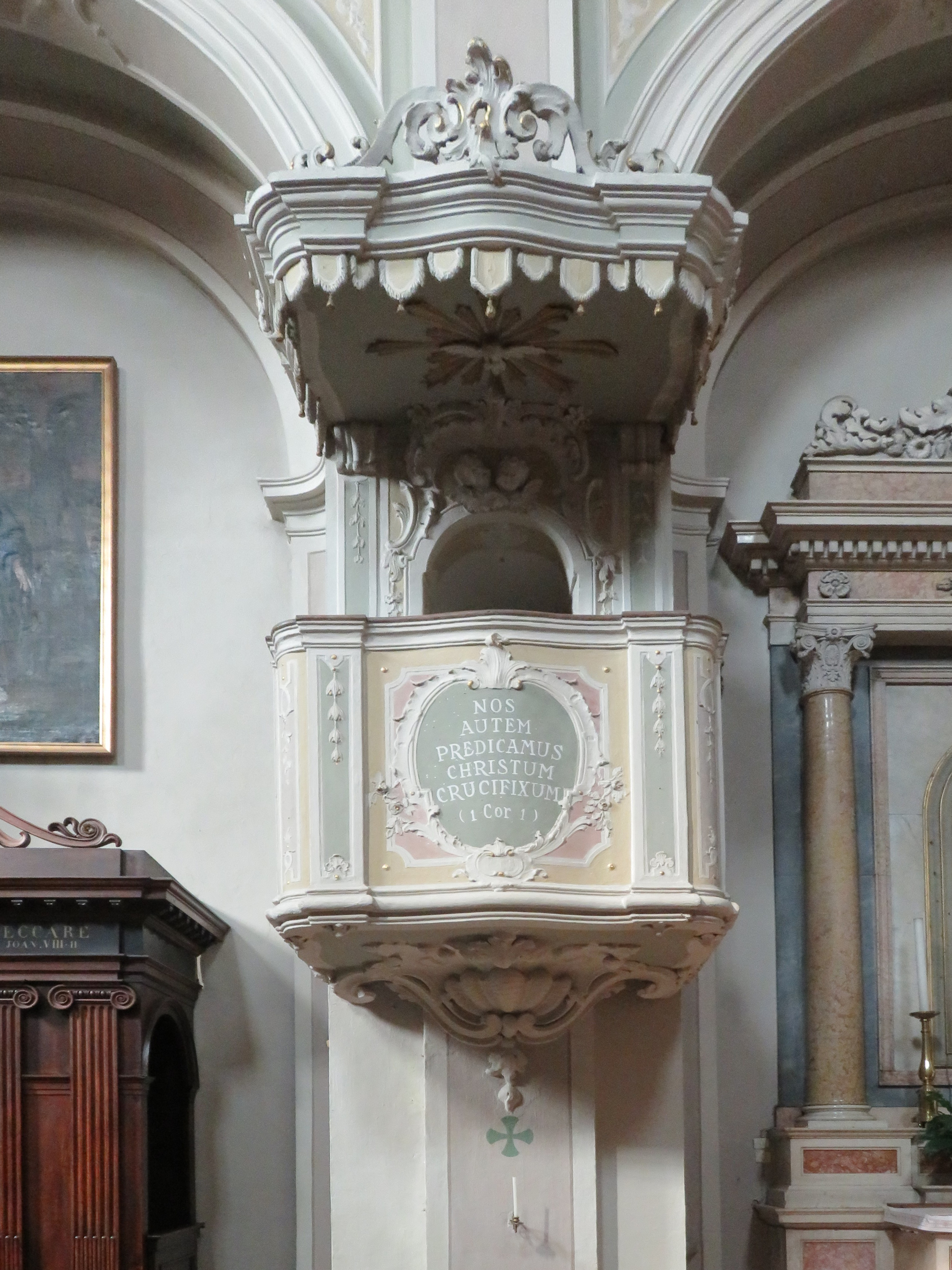
Pulpito.

### Facciata
L'edificio è in stile barocco, con linee armoniche ed elementi decorativi sobri. La facciata mostra lesene e capitelli e termina con un timpano a grandi volute. Nelle due nicchie inferiori si trovano le statue di San Francesco e di Sant'Antonio; in quelle superiori, San Giuseppe e San Giovanni della Croce.

### Interni
L'interno, a navata unica, ha un soffitto a volta. Lungo le pareti alcuni pregevoli altari in marmo conservano le reliquie dei martiri Crispino e Crispiniano. Sull'altare maggiore è stata collocata la statua della Madonna Lauretana con ai lati le statue di Santa Scolastica e San Benedetto.
Poiché una delle funzioni della chiesa fu quella di raccogliere le spoglie dei confratelli, sotto il presbiterio fu costruita la tomba che ne raccoglieva le spoglie. Lungo il corridoio centrale vi sono cinque pietre tombali appartenenti a famiglie illustri nella Rovereto della prima metà del XVIII secolo che ottennero tale onore dotando in cambio la chiesa di preziosi altari e dipinti.